# Dáin I
Dáin I es un personaje de ficción de J. R. R. Tolkien. Nacido en el año 2440 de la Tercera Edad del Sol. Es el rey de las Montañas Grises y padre de Thrór, Frór y Grór. A la muerte de su padre Náin II, heredó las Montañas Grises y Erebor. Después de que en el año 2210 su bisabuelo Thorin I fundara el Reino Enano de las Montañas Grises, los enanos habían acumulado muchas riquezas en sus minas. A causa de esto, los dragones acabaron por invadir su reino, ya que los enanos de las Montañas Grises eran ricos en oro. Murió en el año 2589 defendiendo su reino a las puertas de su palacio junto a su hijo Frór. Su hijo mayor, Thrór, condujo a los supervivientes de las Montañas a Erebor, y refundó el Reino Bajo la Montaña. En cambio, su otro hijo, Grór, condujo a una parte de los supervivientes a las Colinas de Hierro, y allí fundó el Reino Enano de las Colinas de Hierro.
| Predecesor: Náin II | Casa de Durin 2585 - 2589 T. E.           | Sucesor: Thrór                 |
| Predecesor: Náin II | Rey de las Ered Mithrim 2585 - 2589 T. E. | Sucesor: Ninguno fue el último |

- Datos: Q986610